# Piromyces
Piromyces is een geslacht van schimmels behorend tot de familie Neocallimastigaceae.

## Soorten
Volgens Index Fungorum bevat het geslacht negen soorten (peildatum april 2023):
| Soortnaam                  | Auteur(s)                                               | Publicatiejaar |
| -------------------------- | ------------------------------------------------------- | -------------- |
| Piromyces communis         | (E. Liebet.) J.J. Gold, I.B. Heath & Bauchop            | 1988           |
| Piromyces cryptodigmaticus | Fliegerová, K. Voigt & P.M. Kirk                        | 2021           |
| Piromyces dumbonicus       | J.L. Li                                                 | 1990           |
| Piromyces finnis           | O'Malley, Haitjema & Gilmore                            | 2016           |
| Piromyces irregularis      | Fliegerová, K. Voigt & P.M. Kirk                        | 2015           |
| Piromyces mae              | J.L. Li                                                 | 1990           |
| Piromyces minutus          | Y.W. Ho                                                 | 1993           |
| Piromyces rhizinflatus     | Breton, Dusser, B. Gaillard, Guillot, Millet & Prensier | 1991           |
| Piromyces spiralis         | Y.W. Ho                                                 | 1993           |